# Puja (fiume)
La Puja (in russo Пуя?) è un fiume della Russia europea, affluente di sinistra della Vaga, nel bacino della Dvina settentrionale. Scorre nell'Oblast' di Arcangelo, nei rajon Vel'skij e Šenkurskij.

## Descrizione
Il fiume inizia sull'altopiano di Njandoma (Няндомская возвышенность) nello spartiacque dei bacini fluviali di Onega e Dvina settentrionale, nella parte occidentale del distretto Vel'skij, vicino alla stazione ferroviaria di Tulma. Scorre dapprima verso nord e poi, nel basso corso, verso nord-est. La larghezza del canale, che non supera i 10 m all'inizio, si allarga a 25-30 m e fino a 50 m nel medio corso. Sulle rive del fiume compaiono sempre più insediamenti, compresi i centri distrettuli di Vel'skij: Malkaja Lipovka e Dolmatovo. La larghezza della pianura alluvionale della Puja nella parte inferiore va dai 2 fino ai 3 km. Il canale raggiunge gli 80 m, alla foce è di 140 m. Sfocia nella Vaga a 212 km dalla foce. Ha una lunghezza di 172 km, il suo bacino è di 2 500 km².
Il maggior affluente è la Sulanda (lungo 126 km) proveniente dalla sinistra idrografica. Gela da novembre, sino alla seconda metà di aprile - inizio maggio.